# Вьюн на воде
«Вьюн на воде» (Вьюн над водой) — русская свадебная песня, которая исполнялась в момент приезда жениха и передачи ему невесты в венчальный день. В песне рассказывается об обряде передачи жениху невесты (обряд бранья). Существует «полный» вариант песни, где говорится не о выборе невесты, а о принятие монашества и служение Богу.

## Описание
Русские старожилы-сибиряки придавали важное значение исполнению во время свадебного обряда песни «Вьюн на воде», так как в сознании участников момент передачи невесты жениху отождествлялся с главной идеей свадьбы и символизировал необратимость совершавшегося действия. У староверов Алтайского горного округа браньё замещало венчание. После него все собравшиеся отправлялись в дом жениха, где и совершался обряд окручивания невесты. Таким образом, реальная передача невесты жениху соответствует символическому переходу девушки-невесты в группу замужних женщина и в род жениха, что соответствует «обрядам перехода».
Таким образом, обряд браньё является центральным, переломным моментом в народной русской свадьбе, выполняющий в некоторых случаях функцию, которая позднее стала дублироваться совершением церковного / христианского обряда венчания.
Исполнение песни обычно строго приурочено к обряду, и на свадьбе исполняется один раз.
Известно более 50 вариантов песни, в том числе 25 музыкальных записей. Наибольшее количество записей приходится на регион Севера и Северо-Запада России. Реже она встречается в средней полосе России и Поволжье. На юге России — лишь единичные записи. В Сибири, в районах традиционного проживания старожильческого населения  он бытует повсеместно. Сибирские варианты, скорее всего, восходят к севернорусской песенной традиции.
Варианты песни «Вьюн» известны с разными зачинами:
1. Вьюн на воде извивается / Вьюн над водой извивается / Вьюн на реке извивается / Вьюн во реке извивается / Не вьюн по реке узвивается / Вьюн на воде узвивается / Вьюн на воде увиваетца / Вьюн по речке извивается / Не вьюн по реке возвивается / Голубь над водой увивается / Орёл над водой увивается / Не гусь на плоту умывается.
2. В Волге вода разливается / По лугу вода разливается / Вода по лугам разливается / Волга-река разливается / Река у ворот разливается / Пы реке разливалася вода.
3. Не вьюн во лузьях возвивается / Вьюн у ворот расстилается / По лугу трава расстилается / Сад на горе расстилается / Сад на горе развивается / Во саду хмель увивается / Хмель у лясу осыпается.
4. Зять челом бьёт перед тещею / Иван у ворот он похаживает.

Основная сюжетная ситуация: зять у невестиных ворот просит свое суженое-ряженое; ему выводят коня, выносят сундук от которых он отказывается, а затем выводят невесту. Основная цель исполнения этой песни — создание определенной обрядовой ситуации — передачи невесты жениху в день свадьбы.
В единственном описании — у А. М. Листопадова о свадебных обычаях донских казаков, — песню «разыгрывали»: когда в горнице идёт церемония прощания и благословления невесты, «жениховы поезжане, стоя в сенях, играют «Вьюн на воде». Песня поётся требовательно, настойчиво, сопровождаясь боевыми выкриками и стуком в дверь. Сторона жениха уже не просит, а требует «дара своего — живого товара», обещанного по вчерашнему уговору, требуя сдачи крепости целиком, а не только «коня в седле» или сокола. После исполнения песни тёща уступает дочь жениху.